# Amalie Seckbach

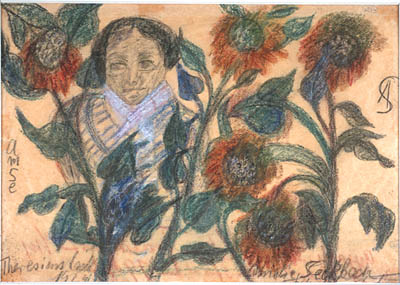
Femme et tournesols (1944)

Amalie Seckbach, née le 7 mai 1870 à Hungen et morte le 10 août 1944 dans le ghetto de Theresienstadt, est une collectionneuse d'art, sculptrice et peintre allemande. Déportée par les nazis comme juive, elle meurt dans le ghetto de Theresienstadt des suites de sa captivité. Elle fait partie de la génération perdue des artistes qui ont été persécutés par les nazis et dont la carrière a pris fin prématurément.

## Biographie
Amalie Buch est née à Hungen le 7 mai 1870. Elle est l'aînée des cinq enfants de Thérèse Katzenstein  (1844-1918) et Jakob Buch (1832-1890), un marchand de machines agricoles. Elle a trois frères plus âgés. Elle reçoit l'éducation classique des filles de familles aisées, étudie le piano, le chant et la peinture. Après la mort de son père, elle s'installe à Francfort-sur-le-Main avec sa mère en 1902. Elle épouse l'architecte Max Seckbach (de) (1866-1922) en 1907 et ils emménagent dans un appartement spacieux à Francfort-sur-le-Main. Ils n'ont pas d'enfants,.
Durant la Première Guerre mondiale, elle participe à des actions caritatives pour lesquelles elle est récompensée par la Croix-Rouge allemande.
Ce n'est qu'après la mort de son mari qu'elle entreprend une activité artistique. En 1926, elle suit des cours à l'Institut de Chine (de) de l'Université de Francfort, comme auditrice libre, et devient experte en gravures sur bois, chinoises et japonaises. Elle commence à les collectionner et les expose en compagnie de ses propres sculptures,. La collection jouit rapidement d'un grand prestige et est exposée dans divers lieux, dont les galeries Flechtheim et Kahnweiler à Francfort-sur-le-Main, le musée Folkwang à Essen, la Kunsthalle de Mannheim, la Kunsthalle de Düsseldorf et le musée Grassi de Leipzig.
En Belgique, en 1929, Amalie Seckbach rencontre le peintre James Ensor, qui l'encourage et l'invite à exposer avec lui ,. A Paris, elle participe à des expositions au Salon des Indépendants où son travail remporte beaucoup de succès. À partir de 1930, sous l'influence de James Ensor, elle commence également à peindre.
Après la prise de pouvoir des nazis en 1933 et l'introduction des lois raciales, elle ne peut plus exposer en Allemagne qu'à l'Association culturelle juive d'Allemagne (de), mais participe cependant à des expositions à l'étranger, à Madrid, Florence, Paris, Bruxelles et Ostende, aux côtés d'artistes éminents comme Marc Chagall, Pierre Bonnard et Paul Signac. En 1936, sa gouache Die Heilige und ihr Narre est exposée à l'Art Institute of Chicago.
Son frère Otto Buch s'enfuit en Colombie avec sa famille en 1938, emportant une partie de la collection d'art que sa sœur lui a confiée. Lorsqu'elle-même projette d'émigrer aux États-Unis via Lisbonne en 1941, il est trop tard. Le 1er septembre 1942, elle est déportée de Francfort par le transport XII/3 vers le ghetto de Theresienstadt, en même temps que son frère Sally Buch,. Elle continue à y peindre ses natures mortes et ses paysages imaginaires, parfois de manière surréaliste. Elle écrit, dessine et peint sur toutes sortes de matériaux trouvés sur place : des cartons, des sacs, des notes ou des morceaux de tissu. Contrairement à la plupart des artistes déportés, elle ne peint pas de scènes de la vie du camp.
Amalie Seckbach meurt le 10 août 1944 des mauvaises conditions carcérales. Elle est incinérée à Theresienstadt, son nom est inscrit à Francfort sur la pierre tombale de son mari, Max Seckbach, dans l'Ancien cimetière juif de Rat-Beil-Strasse (de) et sur le mémorial du cimetière juif de la Battonnstraße (de).
En 2023, un stolperstein à son nom est placé au 33, Lange Straße à Francfort, en hommage.
La plus grande partie de l'œuvre artistique d'Amalie Seckbach a été détruite ou perdue. Cependant, certaines de ses peintures sont maintenant en Israël dans la maison des combattants du ghetto, à Yad Vashem.

## Expositions
- 2022-2023 : Zurück ins Licht: Vier Künstlerinnen – Ihre Werke. Ihre Wege, œuvres de Amélie Seckbach, Ruth Cahn, Erna Pinner et Rosy Lilienfeld, Musée juif de Francfort[5].
- 2023 : Charity Will Save from Death – The German Project, oeuvres de Amalie Seckbach, Ilse von Twardowski, Rosy Lilienfeld, Friedl Dicker et Charlotte Salomon, Berlin, Jewish Center for Arts and Culture[6]